# Alexander (Sohn des Polyperchon)
Alexandros (altgriechisch Ἀλέξανδρος Aléxandros, lateinisch Alexander; * vor 334 v. Chr.; † 314 v. Chr.) war ein makedonischer Feldherr während der Diadochenkriege. Er war ein Sohn des Reichsverwesers Polyperchon, seine Ehefrau war die makedonische Adlige Kratesipolis. 
Auf der Konferenz von Triparadeisos wurde Alexander vom Reichsregenten Antipater zum Leibwächter (somatophylax) des Königs Philipp III. Arrhidaios ernannt. Während des zweiten Diadochenkrieges kämpfte er für seinen Vater gegen Kassander, den Sohn Antipaters. Dabei wurde er im Frühjahr 317 v. Chr. nach Attika gesandt, wo er bei dem Kommandanten Nikanor die Übergabe des Piräus erwirken sollte. Trotz einer zusätzlichen Ermächtigung der Königin Olympias scheiterte er, da sich Nikanor auf die Seite Kassanders stellte. 
Nach der Niederlage seines Vaters 316 v. Chr. zog Alexander mit ihm auf den Peloponnes. Während des dritten Diadochenkrieges handelte er 315 v. Chr. in Tyros das Bündnis seines Vaters mit Antigonos Monophthalmos aus. Aber schon kurz darauf verriet er seinen Vater und ging auf die Seite Kassanders über, der ihn zu seinem Strategen auf dem Peloponnes ernannte. Alexander brachte mehrere Städte in das Bündnis ein, vor allem Sikyon und Korinth, über die er nun selbständig herrschte. 
Während eines Feldzuges gegen feindliche Städte wurde Alexander von eigenen Kriegern ermordet. Die Attentäter stammten aus Sikyon und glaubten wohl, mit dieser Tat die Autonomie ihrer Stadt wiederzuerlangen. Aber seine Witwe Kratesipolis verübte blutige Vergeltung an der Stadt und zwang sie zur Anerkennung ihrer Herrschaft.